# Boulevard de La Tour-Maubourg
Le boulevard de La Tour-Maubourg est une des artères du 7e arrondissement de Paris (France), partant de la Seine pour rejoindre la place Vauban. Elle longe les Invalides.

## Situation et accès
Orienté nord-sud, long de 950 mètres, il commence au 43, quai d’Orsay et se termine au 2, avenue de Lowendal. Il est à sens unique sur toute sa longueur, dans le sens sud-nord. Depuis la Seine, il croise successivement les rues de l’Université, Saint-Dominique, de Grenelle, l’avenue de la Motte-Picquet, les rues Chevert et Louis-Codet.
Il est desservi principalement par la ligne 8 à la station La Tour-Maubourg.

## Origine du nom

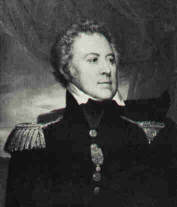
Victor de Fay de La Tour-Maubourg.

Il porte le nom du général français, ministre de la Guerre et gouverneur des Invalides le marquis de La Tour-Maubourg (1768-1850).

## Historique
Le boulevard est ouvert en 1827 entre les avenues de Tourville et de La Motte-Picquet, c'est-à-dire le long de l'hôtel des Invalides. Il est cédé par l'État à la ville en vertu de la loi du 19 mars 1838. En 1858, le boulevard est prolongé jusqu'à la Seine.

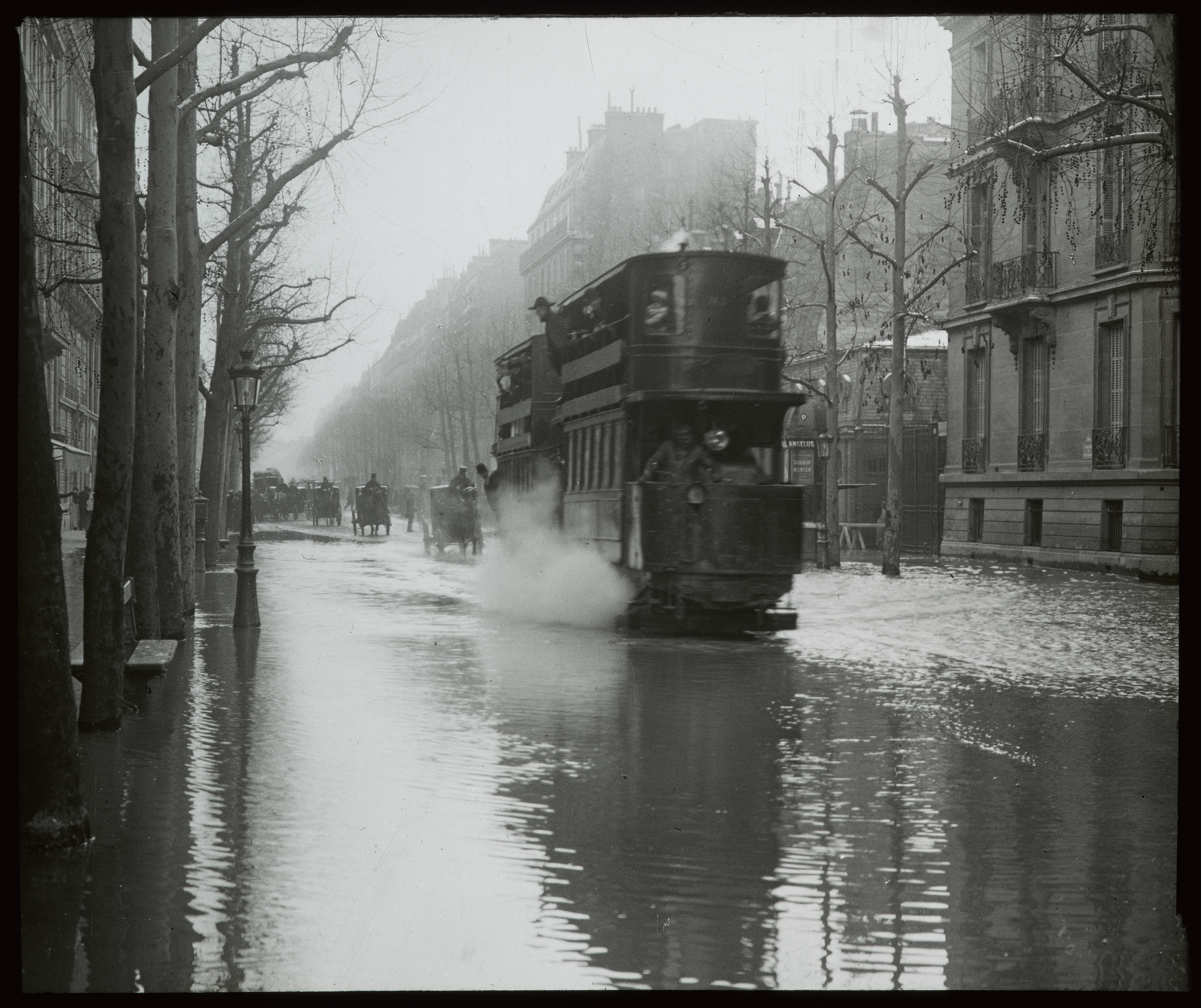
Le boulevard lors de la crue de 1910.

## Bâtiments remarquables et lieux de mémoire
- À un numéro inconnu, Georges Pompidou a occupé des bureaux après avoir quitté le poste de Premier ministre[3]. C’est dans ces bureaux qu’il est prévenu par l’un de ses collaborateurs des rumeurs circulant sur le compte de sa femme, au cœur de ce que l’on appellera plus tard l’affaire Marković[4].
- No 1 : hôtel particulier de Montesquiou-Fézensac, édifié pour Robert de Montesquiou et son frère, en 1858, par l'architecte Joseph-Michel Le Soufaché, actuellement occupé par le Centre culturel de Chine.
- No 2 : ancien hôtel Le Bigre, édifié pour le comte romain Jean Le Bigre, actuellement résidence de l'ambassadeur des Émirats arabes unis. Entre 2001 et 2002, le siège du RPR se trouve dans ce bâtiment[5].
- Nos 5 et 5b : hôtel particulier construit vers 1910, doté d’un avant-corps en trapèze ; au premier étage, le balcon est équipé d’un garde-corps néo-Louis XVI[6]. L’homme politique Émile Javal (1839-1907) y a résidé jusqu’à sa mort. En 2015, l’American University of Paris, une université privée fondée en 1962, y installe ses bureaux.
- No 8 : en 1925, le prince Léon Radziwill (1880-1927), qui fut l’un des modèles de l'écrivain Marcel Proust pour le personnage de Robert de Saint-Loup, est domicilié à cette adresse[7].
- No 11 : hôtel particulier construit en 1875[8], surélevé en 1919 ; le donneur d’ordre est la comtesse des Roys[9]. En 1999, l’immeuble, de 829 m2, est acheté 12 millions de francs par la Nour developpment corporation, société créée par un ex-ministre nigérian du pétrole condamné en 2007 pour blanchiment aggravé[10].
- No 13 : l'immeuble est occupé actuellement par le restaurant Petrossian. Auparavant s'y trouvait une brasserie et dans les années 1970 un restaurant étoilé (La Boule d'or).

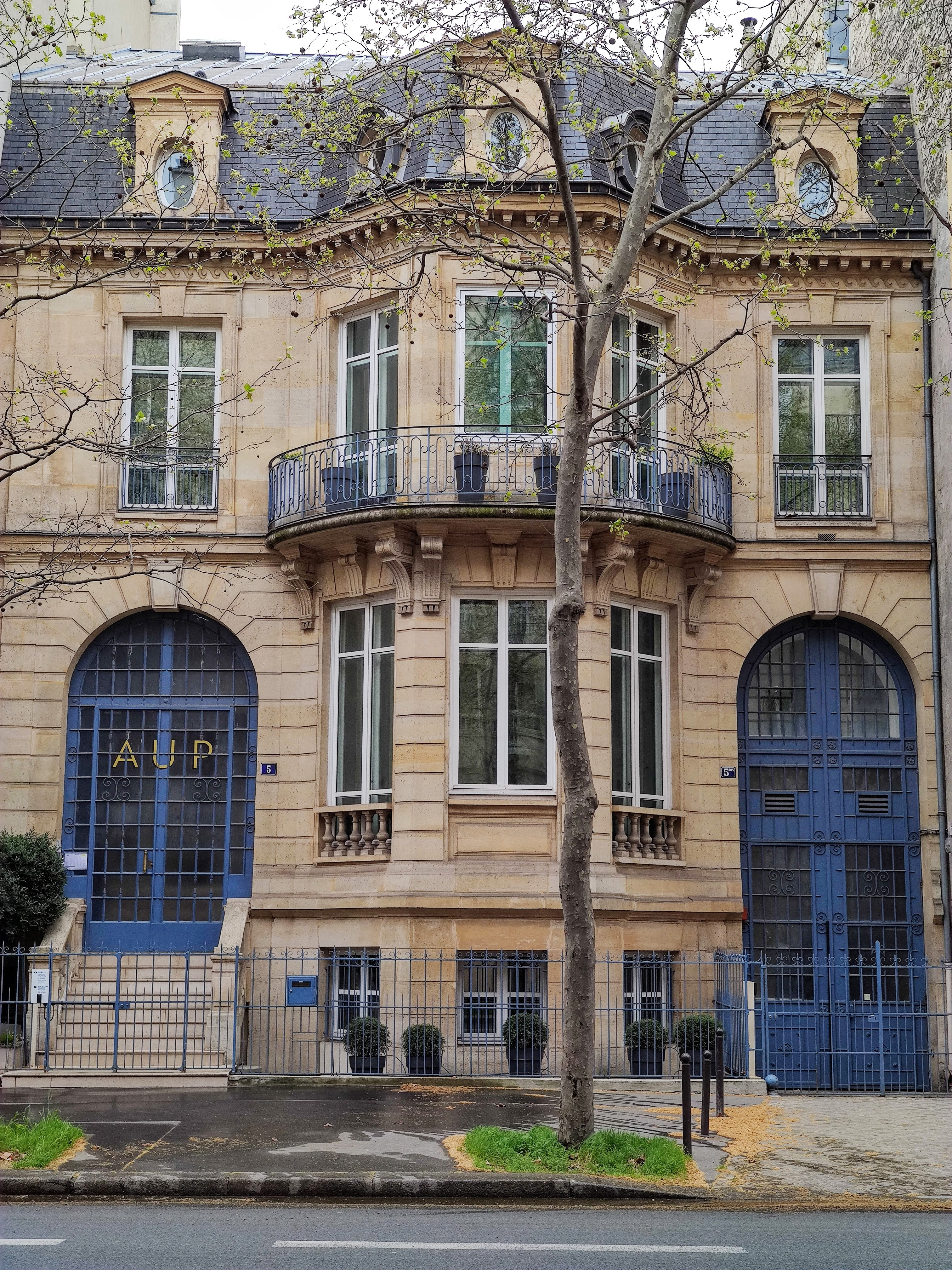
No 5.
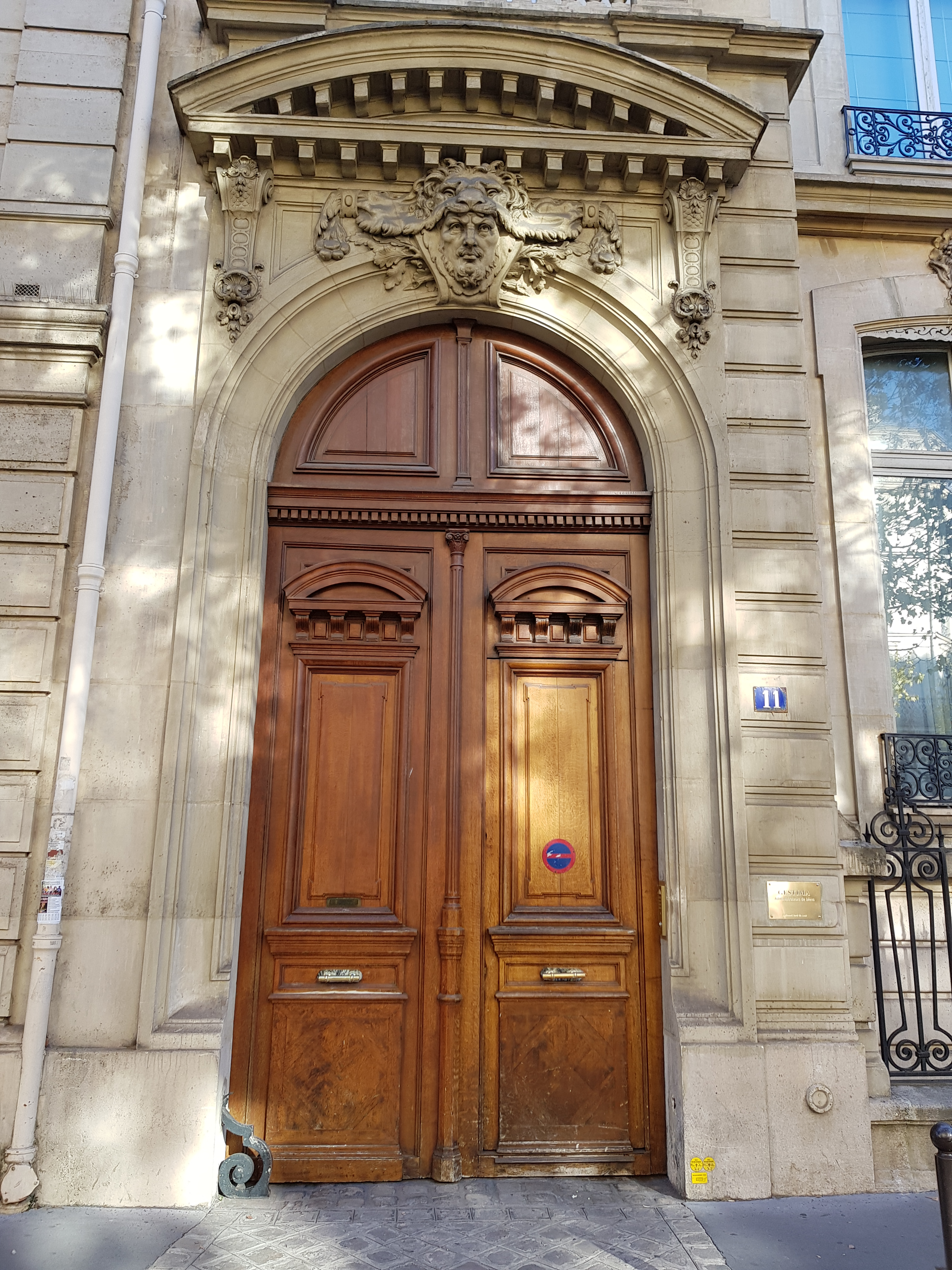
No 11.

- No 18 : boutique historique de Petrossian, spécialisée dans le caviar, ouverte en 1920[11].
- No 21 : immeuble construit par l'architecte Tingry Lehuby en 1862, comme indiqué en façade.
- No 22 : à ce numéro s’élevait l’hôtel particulier du prince Bibesco, construit par l’architecte Charles Le Cœur en 1868, dont le peintre Auguste Renoir décora les plafonds du grand salon et de la salle d’escrime[12]. La poétesse et romancière Anna de Noailles naît à cette adresse en 1876[13] ; une plaque commémorative lui rend hommage.
- No 29 : ancien siège des éditions du Cerf[14].
- No 49 : immeuble construit en 1867 par l’architecte Verhaeche, signé en façade.

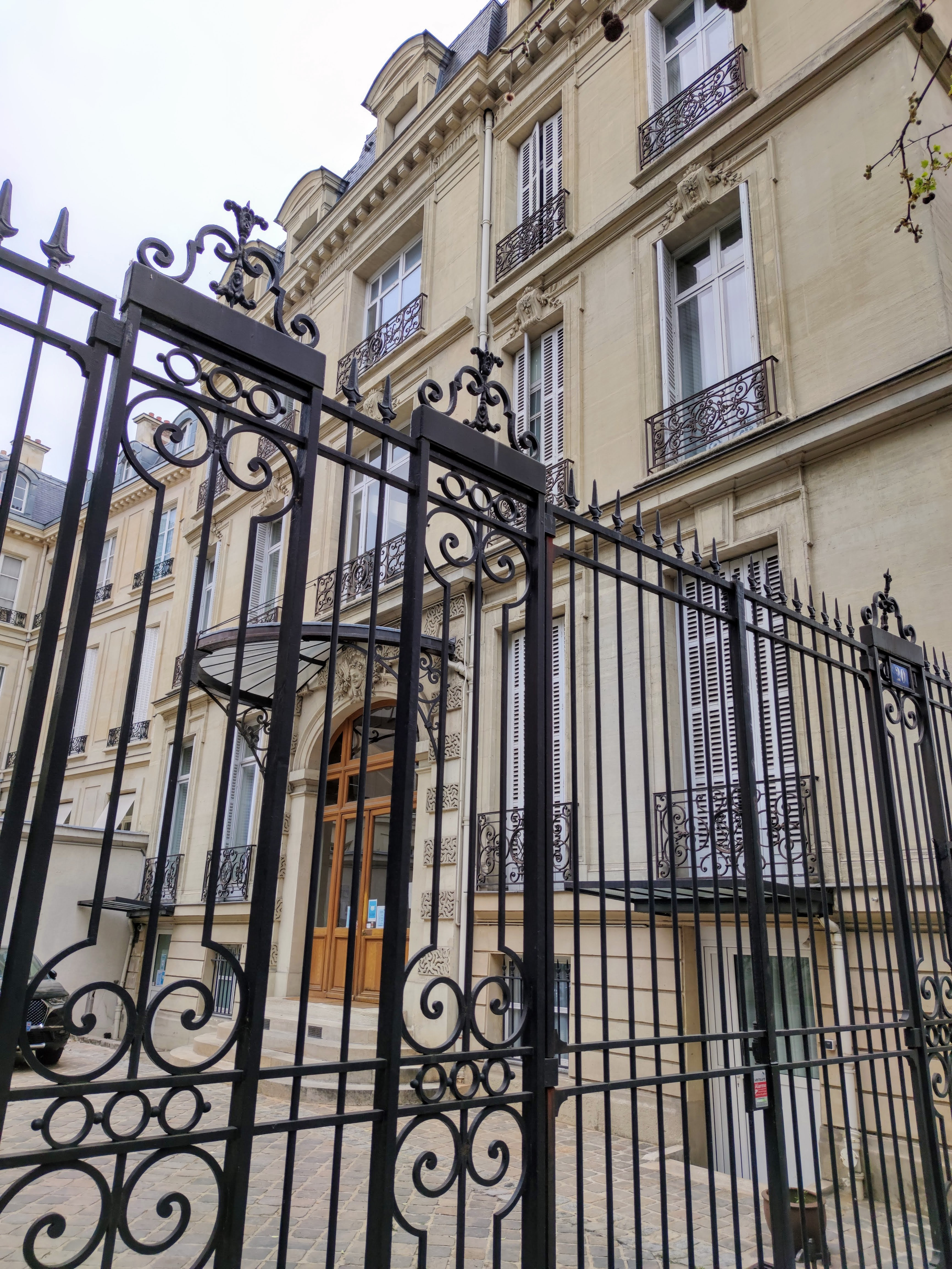
No 20.
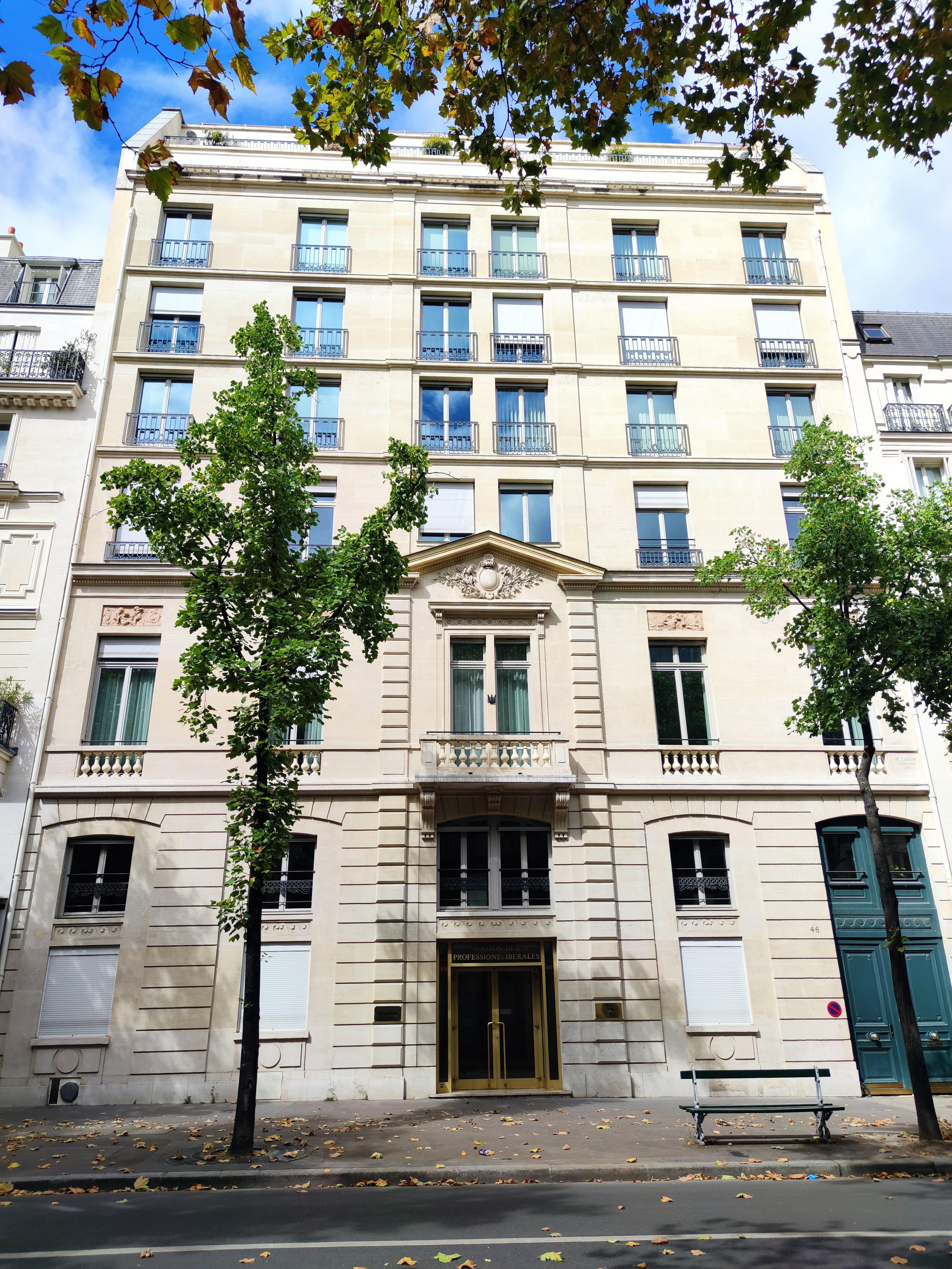
No 46.
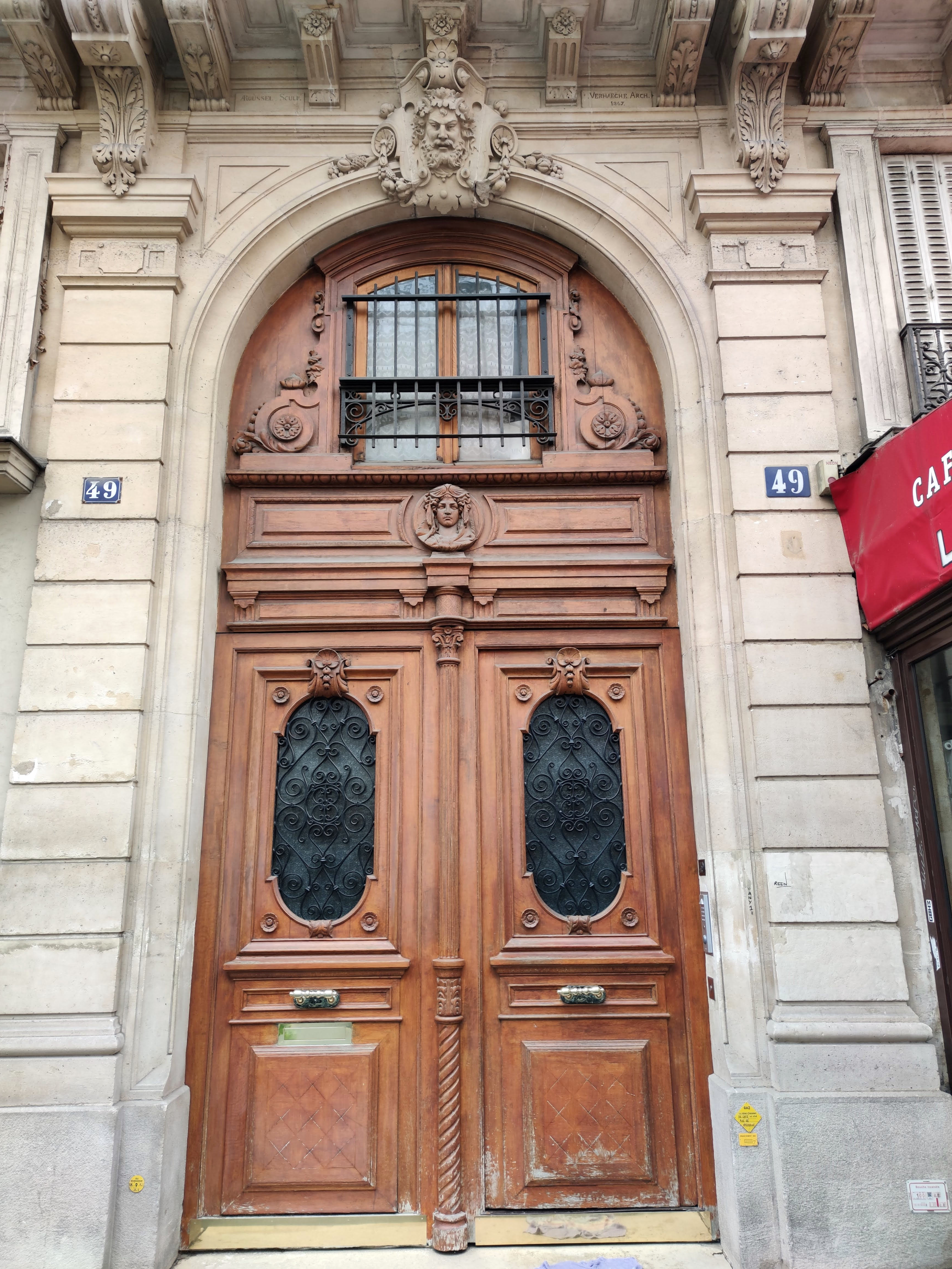
No 49 : entrée.
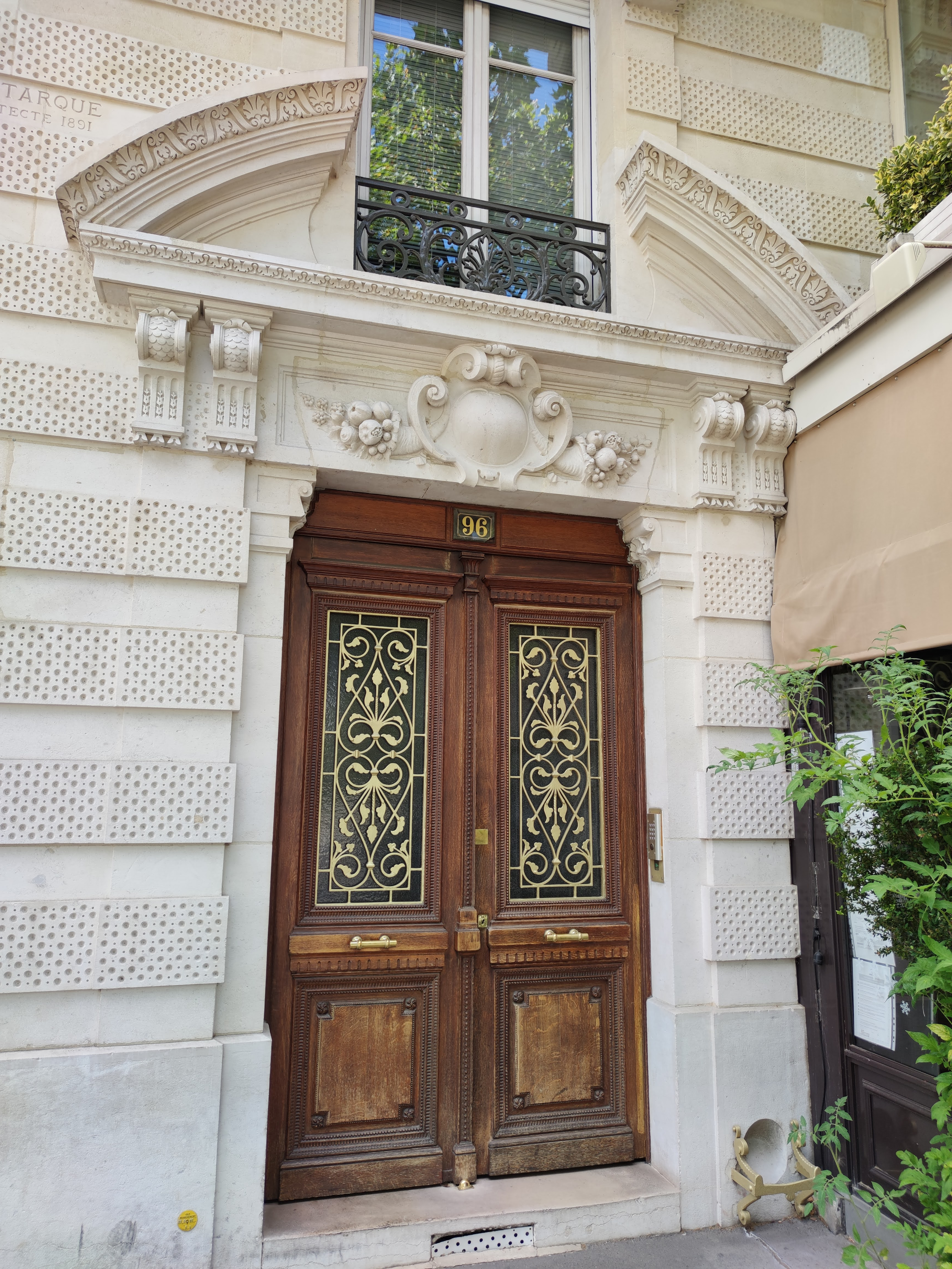
No 96 : entrée surmontée d'un fronton cintré brisé.

- No 50 : ancien siège de la revue littéraire et artistique La Critique (1895-1920)[15].
- No 51 : une plaque rend hommage à Pierre Lassalla, mort pour la Libération de Paris en 1944.
- No 60 : siège du Conseil supérieur du notariat.
- No 62 : Éliane Petit de La Villéon (1910-1969), artiste peintre, graveuse et sculptrice, y résida[16].
- No 88 : une plaque rappelle que Pol Neveux, écrivain champenois, membre de l'Académie Goncourt, résida à cet endroit de 1917 à 1939.
- No 92 : à cette adresse se trouvait une importante entreprise de menuiserie, les établissements Blondel, dont les locaux furent presque entièrement détruits par le feu le 16 janvier 1952[17].

Plaques commémoratives
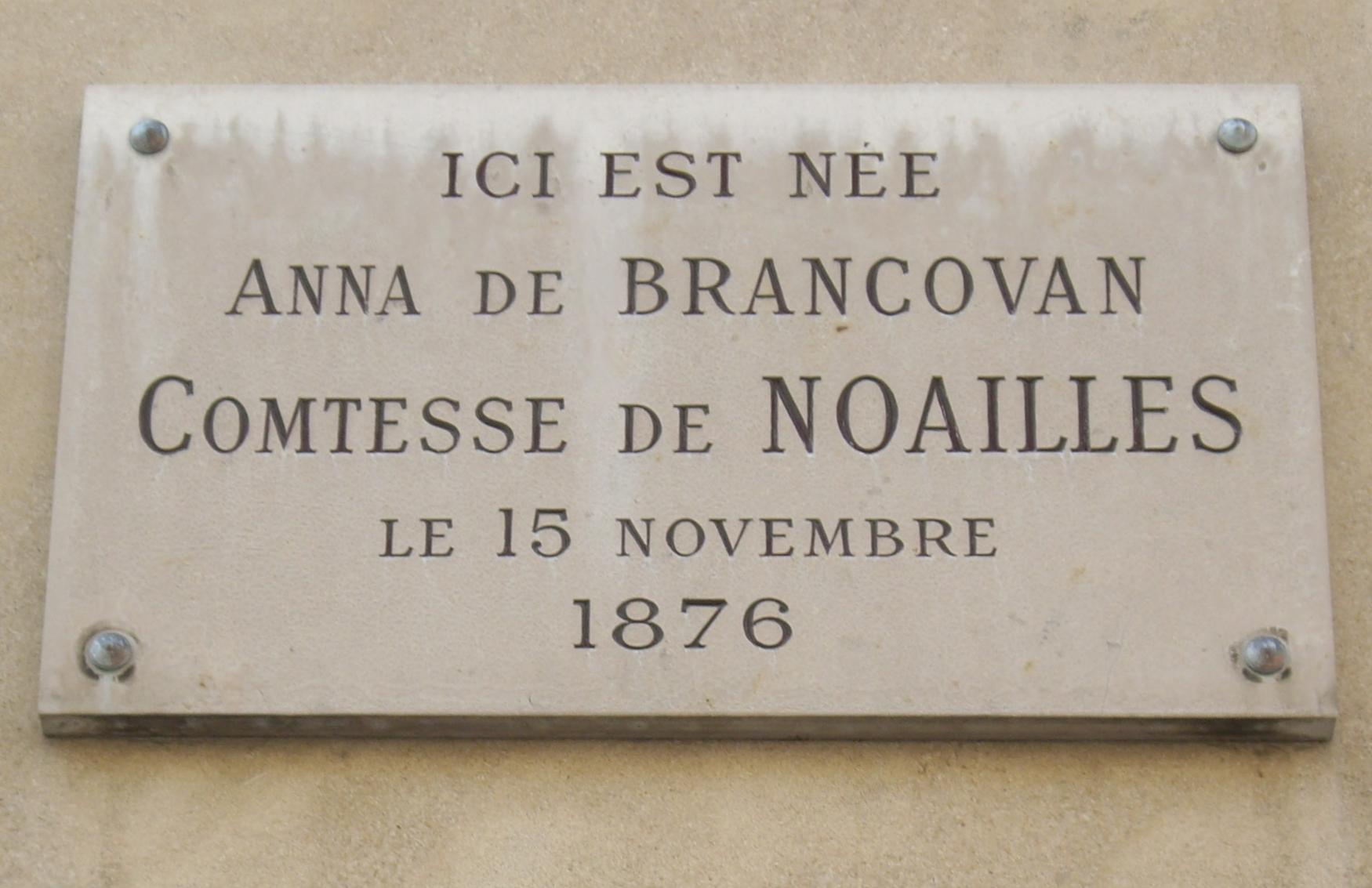
No 22.
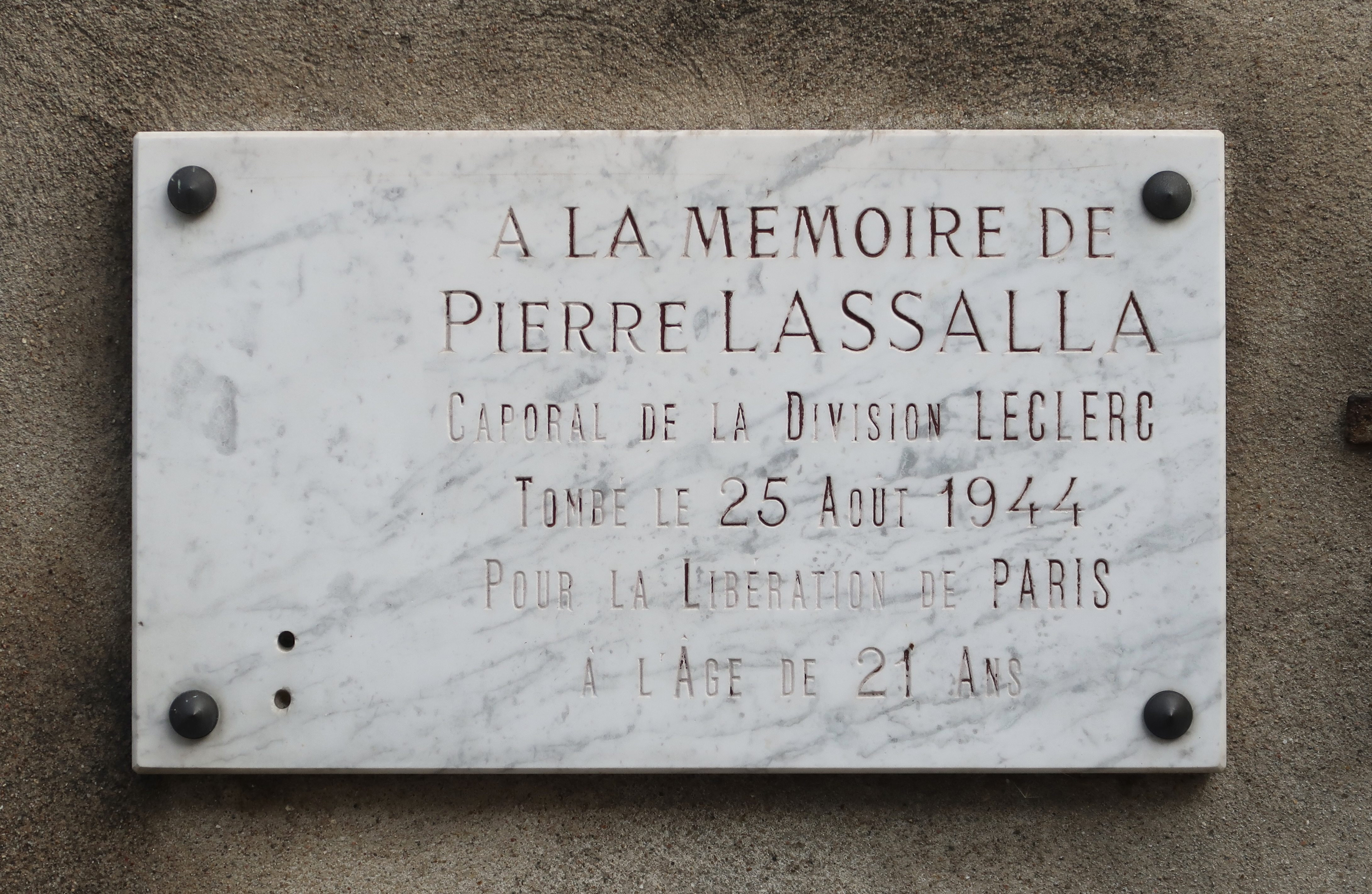
No 51.
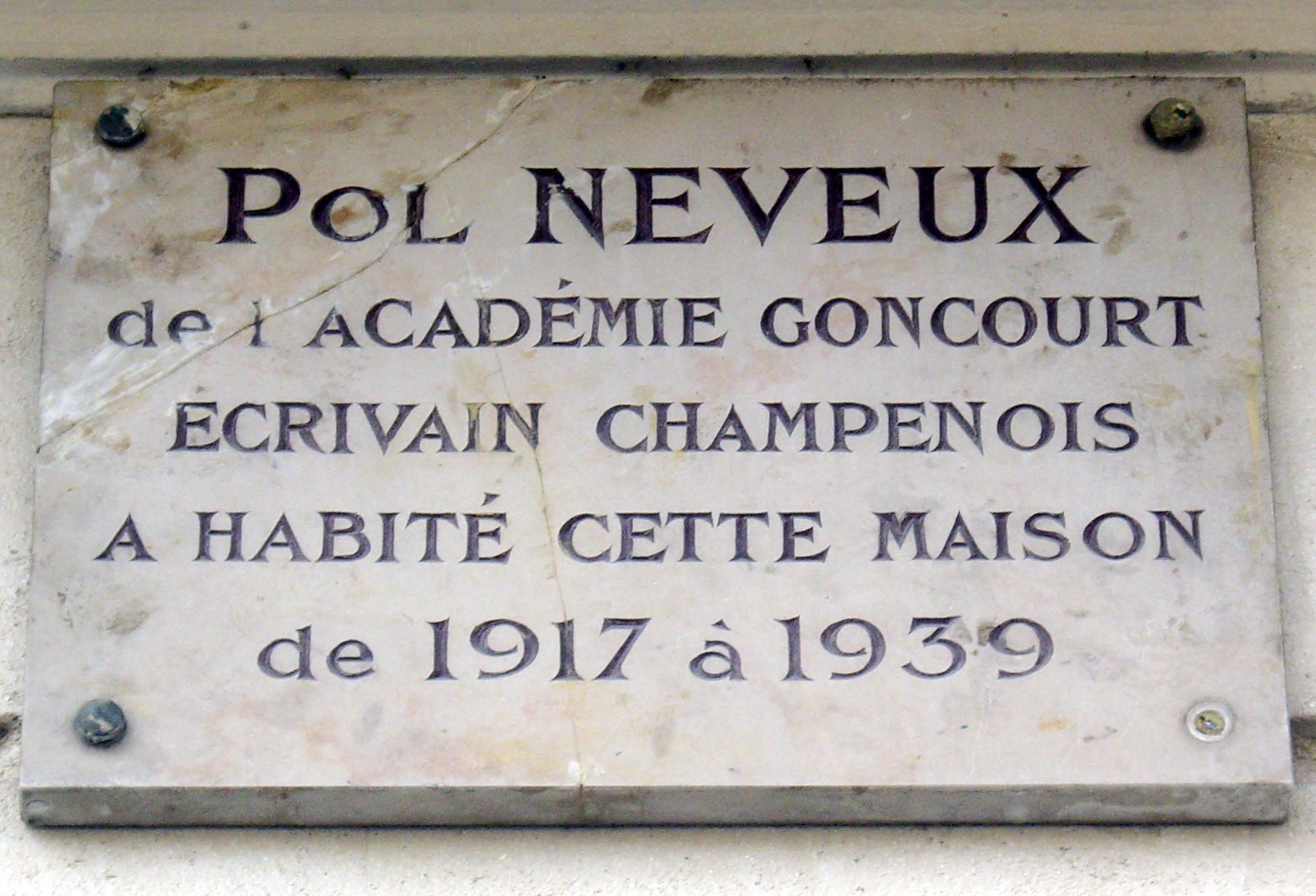
No 88.